# Gewog di Ngangla
Il gewog di Ngangla è uno degli otto raggruppamenti di villaggi del distretto di Zhemgang, nella regione Meridionale, in Bhutan.